# Gré de Jongh
Gré de Jongh (Países Bajos, 2 de noviembre de 1924-6 de febrero de 2002) fue una atleta neerlandesa especializada en la prueba de 4 x 100 m, en la que consiguió ser subcampeona europea en 1950.

## Carrera deportiva
En el Campeonato Europeo de Atletismo de 1950 ganó la medalla de plata en los relevos de 4 x 100 metros, llegando a meta en un tiempo de 47.4 segundos, tras Reino Unido (oro también con 47.4 segundos) y por delante de la Unión Soviética, siendo sus compañeras de equipo: Xenia Stad-de Jong, Bertha Brouwer y Fanny Blankers-Koen.